# Auricularia nigricans
Auricularia nigricans es una especie de hongo de la familia Auriculariaceae. Los basidiocarpos (cuerpos fructíferos) son gelatinosos, con forma de orejas y crecen en la madera muerta de árboles de hoja ancha. Se encuentra en el sur y este de Asia, América del Norte, América del Sur y el Caribe. Anteriormente, los ejemplares asiáticos se clasificaban como especie separada, descrita como Auricularia polytricha.

## Taxonomía
La especie fue descrita por primera vez en 1788 como Peziza nigrescens por el botánico sueco Olof Swartz, basándose en muestras que recolectó en Jamaica. En una publicación posterior la renombró como Peziza nigricans, el cual fue aceptado por el micólogo sueco Elias Magnus Fries. Por motivos que escapan a lo que se conoce de nomenclatura el nombre sancionado de Fries tiene prioridad sobre el nombre original de Swartz. En su monografía de las especies Auricularia, el micólogo estadounidense Bernard Lowy descartó el nombre por ser «dudoso», y prefirió llamarla Auricularia polytricha. Sin embargo, la colección original de Olof Swartz todavía existe, lo que permite confirmar la identidad de su especie.  Los análisis moleculares basados en análisis cladísticos de secuencias de ADN, han demostrado que Auricularia nigricans es otra especie.

## Descripción
Auricularia nigricans produce cuerpos frutales delgados, gomosos y gelatinosos, con forma de oreja y de hasta 60 mm de ancho y 4 mm de espesor. Los cuerpos frutales se presentan solos o en racimos. La superficie superior es densamente tomentosa y de color gris ceniza a marrón amarillento. El himenio, la cara inferior que contiene las esporas, es liso y de color rosado a marrón. 

### Características microscópicas
Los caracteres microscópicos son típicos del género Auricularia. Los basidios son tubulares, septados de forma lateral, 50–75 × 3-6.5. µm . Las esporas son alantoideas (en forma de salchicha), 14.5–17 × 5–7 µm. Los pelos superficiales son 650-1080 µm de largo.

### Especies similares
Auricularia cornea es similar pero tiene pelos superficiales mucho más cortos 200-400 µm de largo.

## Hábitat y distribución
Auricularia nigricans es una especie xilófago, normalmente se encuentra sobre secciones muertas de áboles o sobre árboles caídos de hoja ancha. Está ampliamente distribuido en América, desde Luisiana y el sur del Caribe hasta Argentina. No se tiene conocimiento de su existencia en otros lugares. 